# Breddin
Breddin è un comune di 904 abitanti del Brandeburgo, in Germania.

Appartiene al circondario (Landkreis) dell'Ostprignitz-Ruppin (targa OPR) ed è parte della comunità amministrativa (Amt) di Neustadt (Dosse).

## Geografia antropica

### Suddivisioni amministrative
Il territorio comunale si divide in 5 zone, corrispondenti al centro abitato di Breddin e a 4 frazioni (Ortsteil):
- Breddin (centro abitato)
- Damelack
- Joachimshof
- Sophiendorf
- Voigtsbrügge